# Klasztor karmelitanek bosych w Szczecinie
Klasztor karmelitanek bosych w Szczecinie – dom i wspólnota karmelitanek bosych położony w Szczecinie, w dzielnicy Golęcino, przy ul. Strzałowskiej . Posiada wezwanie Miłości Miłosiernej. 
Klasztor powstał staraniem biskupa Kazimierza Majdańskiego . Wznoszenie budynków klasztornych rozpoczęto w roku 1986 wg projektu inż. arch. Piotra Majewskiego z Warszawy oraz z inspiracji Sióstr Karmelitanek z Częstochowy .